# 駒井徳三
駒井 徳三（こまい とくぞう、1885年（明治18年）6月10日 - 1961年（昭和36年）5月13日）は、満洲国国務院初代総務庁長官・満洲国参議府参議。

## 略歴
滋賀県栗太郡常盤村（現・草津市）字穴に、医師・駒井徳恒の二男として生まれる（族籍は元士族）。
日清戦争の頃、荒尾精に感化されて初めて中国を意識するようになる。京都府立二中に通う傍ら、杉浦重剛の分塾「浮雲塾」に学び、中国への憧憬を深めた。その後宮崎滔天の著作『三十三年の夢』に学んで「支那研究」の想いを募らせ、周囲の反対を押して札幌農学校（のち東北帝国大学農科大学と改称）に進学、「満洲大豆論」を卒業論文に選び、1911年に農学科（農業経済学および農政学）を卒業した。在学中、満洲の実地見学を試みた際、満鉄重役の久保田正周と知己になった関係もあり、翌1912年南満洲鉄道株式会社に入社し、地方部地方課に配属された。
以来、南北満洲のみならず、東部内蒙古をもくまなく歩き、のちに世界に知られるところとなる公主嶺の農事試験場の建設に着手する。さらに東部内蒙古の通遼を中心とした理想郷の建設を試みた際には于沖漢、張景恵と知り合った。その後、満鉄が政争の具に供されるのを黙視できず、当時の副社長中西清一と激論の末、満鉄を辞職。中国放浪の旅を終えた1920年4月以降は、請われて外務省亜細亜局嘱託（のち通商局嘱託）となり局長芳沢謙吉を補佐した。この間、復職を切望してくれた満鉄総裁早川千吉郎を裏面から支援し、「東亜勧業公司」・「満洲紡績会社」の創立を果たした。また南通州の大物張謇と結んで当地の事業整理に当ったほか、国民政府要人の仕事を後援するなどして、自らの中国に対する理想を彼らに知らしめた。
1925年、東三省保境安民主義を掲げる郭松齢を援助して張作霖政権の転覆を企てたが、あえなく挫折。このとき日本の政府官辺が張作霖に味方し、日本の輿論が郭松齢をただの反逆児とみなしたことに非常な不満を抱き、ついに大陸を引き払って伊豆半島・熱海の東山麓に隠棲、以後晴耕雨読の日々を過ごした。
1931年、万宝山事件や中村大尉事件をきっかけに参謀本部の和知鷹二少佐をはじめ、在郷の予備将校らの来訪が相次ぎ、満洲問題に関する意見を求められるようになったことから、同年9月1日再び満洲行きを決心して、旧知の仲であった外務次官永井松三にその胸中を吐露した。その後、程なくして勃発した満洲事変の渦中に身を投じることとなり、軍務局局長小磯国昭中将に勧められた「関東軍財務顧問」（陸軍省嘱託）の職分をもって大陸へと渡った。
1932年3月、満洲国の建国にあたり国務院総務庁長官に就任し、次いで参議府参議を歴任した。この間、鄭孝胥総理とリットン調査団との会見にも立ち会った。その後は人材育成の方面に注力し、大同学院の院長として満洲国の官吏育成に努めたのみならず、退官後は兵庫県宝塚市に私塾の『康徳学院』（1935-1944）を設立して、大陸で活躍できる青少年の教育を始めた。また、1939年からは大阪興亜院が池田城跡（池田市）に開設した興亜時習社（1939-1942）の校長もつとめ、ここでも青年の教育に従事した。
太平洋戦争中は、1942年6月から内閣委員をつとめ、次いで大東亜省委員に挙げられた。
終戦翌年の1946年、GHQより出頭命令を受けたが戦犯とはならなかった。しかし元満洲国総務長官を理由に公職追放となった（1952年に追放解除）。この間に実業界へ転身し、その後は富士山山麓の開発を手がけた。
1961年5月13日に75歳で死去した。

## 逸話
娘の麻田満洲野によれば、羊肉料理の「ジンギスカン」は1930年頃に駒井徳三が命名したとされるほか、娘婿・宇都宮徳馬の会社「ミノファーゲン製薬」の名付け親でもあるという。また、駒井本人によれば大同学院院長を務めていた頃、満州建国大学を起案したという。

## 栄典
- 1934年（昭和9年）4月29日 - 勲三等旭日中綬章・昭和六年乃至九年事変従軍記章[22]

## 親族
- 娘 麻田満洲野（舞踏家）
- 娘 久子（眼科医、今井通子の母）
- 娘 遼子（娘婿は宇都宮徳馬）